# クリティア (小惑星)
クリティア (73 Klytia) は、小惑星帯に位置する小惑星の一つ。1862年4月7日にアメリカ合衆国の天文学者、ホレース・タットル (Horace Parnell Tuttle) によりハーバード大学天文台で発見された。
ギリシア神話でアポロンに愛されたニュンペーのクリティアにちなみ命名された。
2008年10月に三重県と熊本県で掩蔽が観測された。